# Trechus arizonae
Trechus arizonae är en skalbaggsart som beskrevs av Thomas Casey. Trechus arizonae ingår i släktet Trechus och familjen jordlöpare. Inga underarter finns listade i Catalogue of Life.